# Star Foods
Star Foods S.A. – polskie przedsiębiorstwo produkujące słone przekąski i słodycze. Firma należała do rodziny Mitzalis, Advent Partners L. P. i Copernicus Management Inc. Posiadała zakład produkcyjny w Tomaszowie Mazowieckim. 19 grudnia 2005 r. Star Foods zostało przejęte przez koncern PepsiCo. Nowy właściciel zachował najpopularniejsze marki przejmowanej firmy. Ich produkcją zajmuje się obecne spółka-córka PepsiCo wytwarzająca słone przekąski, Frito Lay Polska.
Firma działała również na terenie Rumunii i Bułgarii.

## Produkty
Portfolio firmy skupiało się głównie na słonych przekąskach - chipsach i chrupkach. Początkowo produkowała swoje produkty pod angielskimi nazwami, np. Pizza Snacks (chrupki o smaku pizzy) lub Magic Snacks (chrupki o smaku sera i pomidora). Tym samym spowodowało to w Polsce rozpowszechnienie określenia "snacks" na tyle, że pojawił się jego potoczny polski odpowiednik "snaki". Po wielu latach firma ujednoliciła marki chrupek z nazwą "Snack" i wprowadziła wspólną markę "Mr. Snaki". Poza tym firma nadal produkowała chipsy pod nazwą star Chips, prażynki pod nazwą star prażynki  i popcorn pod nazwą star popcorn. Cztery smaki chrupek - bekonowy, orzechowy, serowy i pizza produkowany był dodatkowo pod drugą marką Hyper. Wszystkie te marki są używane nadal przez Frito Lay po przejęciu. 
Liczba smaków chrupek zmieniała się na przestrzeni lat. Firma produkowała słodkie wersje tego rodzaju przekąsek, ale szybko zostały wycofane z rynku. Przez pewien czas nie kontynuowano także produkcji chrupek o smaku ketchupu pod marką Maczugi, wprowadzono je jednak ponownie, jako kolejny wariant smakowy pod marką Mr.Snaki.
Firma produkowała również rogale Fantastic Star, na początku lat 2000 rogale kupiła firma Chipita, produkowane są pod marką Chipicao do dziś. Obecnie grupa ma własną filię w Polsce i sama produkuje produkty pod swoimi markami.